# Psychonauts
Psychonauts es un videojuego de plataformas de la compañía Double Fine Productions lanzado en 2005. El juego fue publicado inicialmente por Majesco Entertainment para Microsoft Windows, Xbox y PlayStation 2. A pesar de ser bien recibido, Psychonauts se consideró un fracaso comercial en su momento de lanzamiento, con solo alrededor de 100,000 unidades vendidas. Desde entonces, el juego ha ganado varios premios de la industria y ha ganado seguimiento de culto.

## Jugabilidad
Psychonauts es un juego de plataformas que incorpora elementos de aventura. El jugador controla a Razputin en una vista tridimensional en tercera persona. Raz comienza con habilidades de movimiento básicas como correr y saltar, pero a medida que avanza la trama, adquiere poderes psíquicos como telequinesis, levitación, invisibilidad y piroquinesis. Estas habilidades le permiten al jugador explorar el campamento y luchar contra sus enemigos. Estos poderes se pueden otorgar completando ciertas misiones de la historia, ganando "rangos psi" durante el juego o comprándolos con puntas de flecha ocultas esparcidas por el campamento. Los poderes pueden mejorarse ascendiendo de rango, como una piroquinesis más dañina o períodos más prolongados de invisibilidad. El jugador puede asignar tres de estos poderes a su controlador o teclado para un uso rápido, pero todos los poderes están disponibles a través de una pantalla de selección. 

## Historia
El protagonista de este videojuego es Raz, un muchacho que se cuela en un campamento veraniego para entrenamiento mental de los Psychonauts. Una vez allí descubrirá un misterioso complot para apoderarse de los cerebros de los alumnos y crear un ejército. El juego plantea retos de plataforma clásicos, como saltos imposibles, balanceos en cuerdas y barras, entre otros. La aventura está compuesta por trece escenarios donde Raz va descubriendo sus poderes mentales. El jugador también puede proyectarse dentro de los cerebros de otros personajes, donde deberá que superar diversos retos. Todos los cerebros son diferentes, cada uno de ellos refleja la personalidad de su dueño.

## Desarrollo
Psychonauts fue el título debut de Double Fine Productions, un estudio fundado por Tim Schafer después de dejar LucasArts tras su decisión de salir del mercado de juegos de aventuras de apuntar y hacer clic. Las contrataciones iniciales del estudio incluyeron a compañeros que trabajaron con Schafer en Grim Fandango. La historia de fondo de Psychonauts se concibió originalmente durante el desarrollo del videojuego Full Throttle, donde Schafer imaginó una secuencia en la cual el protagonista Ben pasa por una experiencia psicodélica inducida por el peyote. Si bien esto fue descartado del juego final, Schafer mantuvo la idea y la desarrolló en Psychonauts.